# Carex albata
Carex albata là một loài thực vật có hoa trong họ Cói. Loài này được Boott ex Franch. mô tả khoa học đầu tiên năm 1896.